# James Alexander de Pourtalès-Gorgier

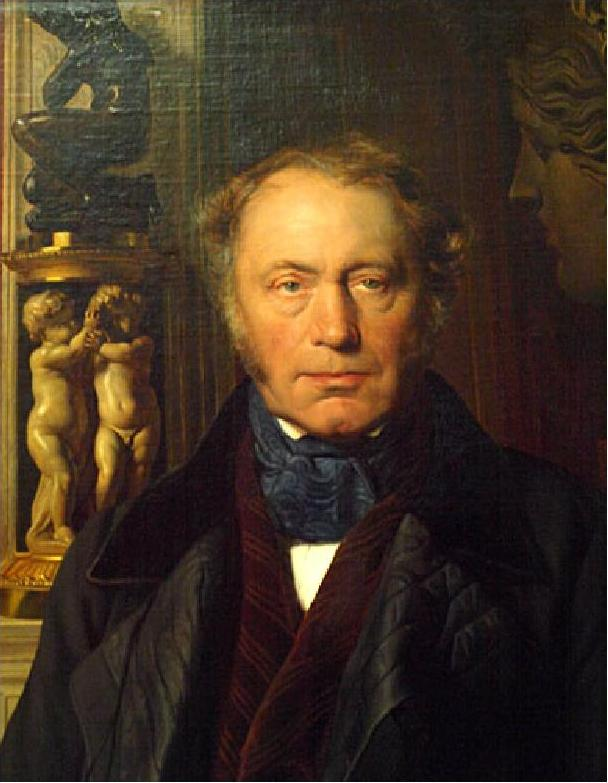
James Alexander de Pourtalès-Gorgier, Ausschnitt aus einem Gemälde von Paul Delaroche

James Alexander de Pourtalès-Gorgier (* 28. November 1776; † 24. März 1855) (Graf von Neuenburg und Valangins) war Kammerherr des Königs von Preußen.

## Leben und Wirken
Er entstammte der als Hugenotten nach Neuenburg geflohenen Familie Pourtalès, die 1815 in den preußischen Grafenstand erhoben wurde und war der Sohn des Unternehmers Jacques-Louis de Pourtalès. Er war preußischer Diplomat in Paris (1832) sowie Konstantinopel (1844). Später war er Kammerherr von Friedrich Wilhelm III.

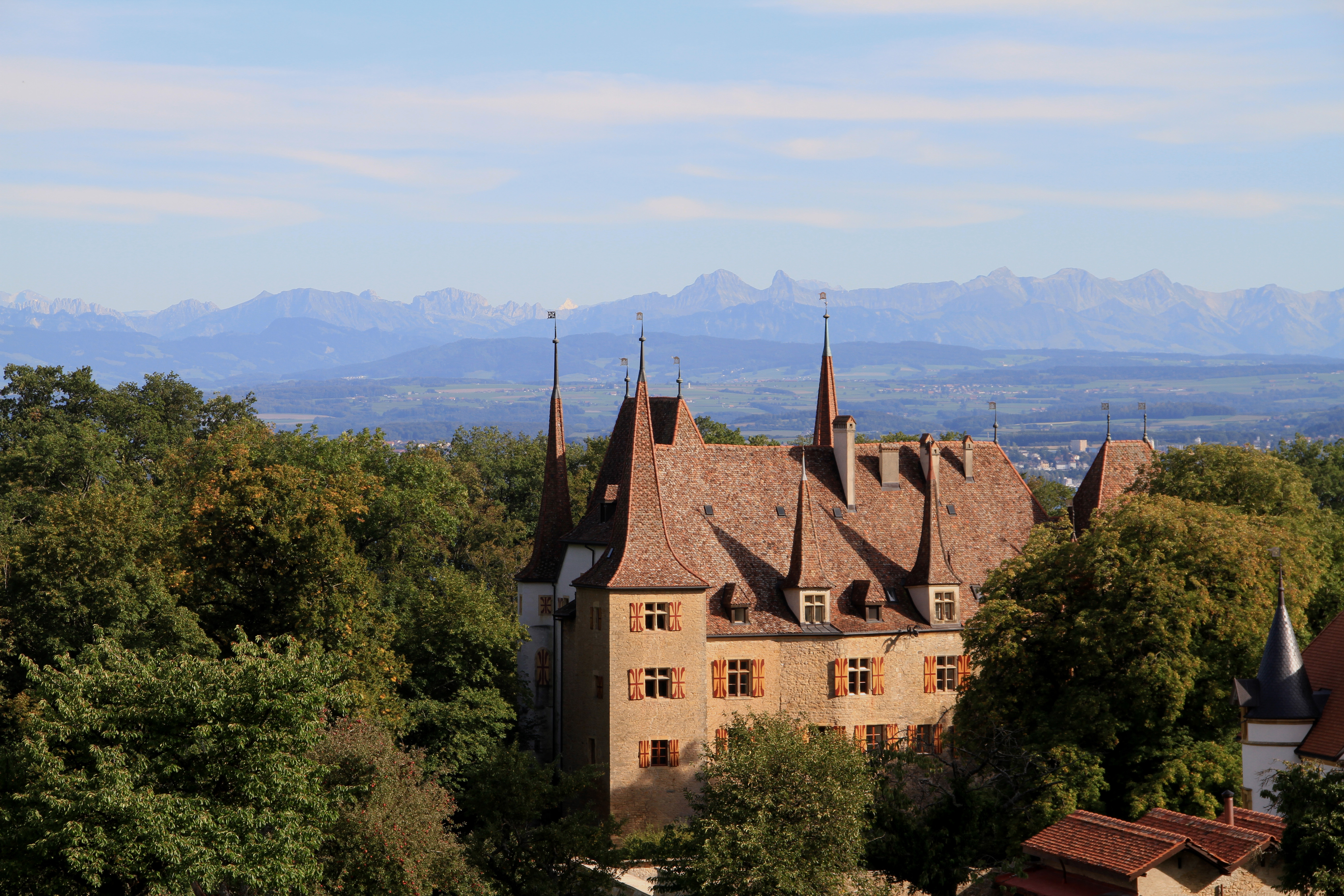
Schloss Gorgier, Kt. Neuenburg

Privat war er ein bekannter Antikensammler mit über tausend Werken, welche zuerst bei der Place Vendôme, später in einem von ihm erbauten Stadthaus, in der Rue Tronchet Nr. 7, alles in Paris ausgestellt waren. 1813 kaufte er die Seigneurerie in Gorgier und ergänzte damit seinen Namen. 
Am 2. August 1824 kaufte er das Lorraine-Gut in Bern von Hauptmann L. G. Walther, Burger der Stadt Bern, und gab es dem Pächter Leu zu Lehen. Er wohnte wohl nie in Bern, sondern kaufte das Gut wohl wegen verwandtschaftlicher Beziehungen (von Steiger, altes Berner Geschlecht) und zur Geldanlage. Pourtalès gewährte dem bedeutenden amerikanischen Schriftsteller James Fenimore Cooper in seinem Lorraine Herrenhaus gastlichen Aufenthalt, während dessen Europareise im Sommer 1828. Im Sommer und Herbst 1828 schrieb Cooper in Bern an seinen Lederstrumpfgeschichten.
Seine Ehefrau war die Bankierstochter Anne-Henriette de Palézieux dit Falconnet. 1834 kaufte er das Rittergut Gotha, das er sechs Jahre später seinem ältesten Sohn Heinrich überließ. Dieser verkaufte 1879 Schloss Gorgier. Durch seinen Sohn Edmond war er der Schwiegervater von Mélanie Renouard de Bussière.
In Muri bei Bern erinnert die Pourtalèsstrasse an das Geschlecht der Pourtalès. Dort finden sich die Botschaften von Albanien und Korea, sowie das Wohnhaus von Dr. Rolf Bloch. In Neuenburg trägt ein Krankenhaus den Namen.